# El conde de Montecristo (película de 1942)
El conde de Montecristo es una película dramática mexicana de 1942, dirigida y escrita por Chano Urueta y Roberto Gavaldón, y protagonizada por Arturo de Córdova, Mapy Cortés, Anita Blanch y Consuelo Frank. Esta película está basada en la novela del mismo nombre escrita por Alejandro Dumas.

## Argumento
El Conde de Montecristo narra la historia de un hombre que es injustamente encarcelado junto a un anciano, quien antes de morir le revela el sitio donde está enterrado un tesoro. Cuando el hombre logra escapar de su miserable celda, cambia de identidad convirtiéndose en el acaudalado Conde de Montecristo, identidad que utilizará para vengarse de aquellos que lo traicionaron y enviaron a prisión.

## Reparto
- Arturo de Córdova como Edmundo Dantés / Conde de Montecristo
- Mapy Cortés como Haydée
- Anita Blanch como Condesa Eloisa de Villefort
- Consuelo Frank como Condesa Mercedes de Morcerf
- Gloria Marín como Baronesa Herminia de Danglars
- Miguel Arenas como Gerardo Villefort
- Julio Villarreal como Abate Faria
- Carlos López Moctezuma como Baron Danglars
- Esperanza Baur como Valentina Villefort
- Rafael Baledón como Maximiliano Morrel
- Abel Salazar como Alberto de Morcerf
- Tito Junco como Luciano Debray
- Víctor Velázquez como Beauchamp
- José Morcillo como Gaspard Caderousse
- Agustín Isunza como Esbirro de Dantes
- Blanca Rosa Otero como Hija de Morell
- René Cardona como Fernando Mondego / Conde de Morcef
- Domingo Soler como Señor Morell
- Ricardo Adalid como Invitado (no acreditado)
- Alfonso Alvarado como Miembro de tribunal (no acreditado)